# Оксиюк, Иосиф Фёдорович
Иосиф Фёдорович Оксиюк (9 сентября 1894, Луковиско, Константиновский уезд, Холмская губерния — 23 апреля 1991, Киев) — украинский религиозный деятель, церковный историк, канонист, богослов.
В 20-е — 30-е годы был епископом в УАПЦ. Брат митрополита Макария (Оксиюка), предстоятеля Польской Православной Церкви.

## Биография
В 1914 окончил Холмскую духовную семинарию и поступил в Киевскую духовную академию.
Получил степень магистра богословия в до декабря 1917 года преподавал патрологию в Киевской духовной академии.
В 1918 году вошёл в Кирилло-Мефодиевское братство, которое формировалось преимущественно из членов Всеукраинской Православной Церковной Раде. Помогал раде заново подготавливать созыв Всеукраинского Церковного Собора.
В январе 1919 года назначен доцентом Каменецкого университета в городе Каменец-Подольский по кафедре истории Христианской Церкви. Специализировался на истории церковных канонов, занимался переводами богослужебных книг на украинский язык.
В 1921 стал преподавателем всеобщей истории в Каменецком институте народного образования. Уволен в 1922 году в связи с началом активной религиозной деятельности.

### В УАПЦ
Женился в 1920 году, а через год родилась дочь Анастасия. В мае 1922 года принял священство в самосвятской УАПЦ.
Уже 4 июня 1922 года, как женатый человек, рукоположён во епископа Каменецкого с резиденций в городе Каменец-Подольский. Хиротонию совершили: Василий Липковский и Иоанн Теодорович.
С января по август 1923 занимался епархиальным деятельностью в Харькове.
В августе 1923 избран архиепископом Лубенским и Миргородским.по
В 1924—1925 годах написал церковно-историческую монографию «Украинская Православная Церковь в княжеские времена».
В начале 1925 году председательствовал на заседании самосвятского Высшего церковного суда, занимался расследованием акции епископов Братства «Деятельная Христова Церковь» и исключил её руководителей из состава УАПЦ.
В 1926 году властями УССР ему было запрещено в течение двух лет выезд из Лубен и Миргорода.
На втором Всеукраинском православном церковном соборе в Киеве 1927 года архиепископ Иосиф Оксиюк был избран вторым заместителем «Митрополита Киевского и всея Украины» в звании «архиепископа».
Перевёл с греческого языка на украинский «Богослужения Постной Триоди и Триоди Цветной». Автор трактата «Наиболее известные каноны в Церкви Христовой».
С 1928 года возглавил Полтавскую епархию УАПЦ.
В 1928 году избран в комиссию, которая должна была готовить объединение УАПЦ со «Старославянской церковью» (Украинским экзархатом Русской православной церкви) и «Синодальной церковью» (Украинской обновленческой церковью, которая имела автокефалию от российских обновленцев).
В 1930 году под нажимом властей состоялся самороспуск УАПЦ, после чего вынужден оставить епископство. После преследований коммунистическим режимом жил в крайней нужде. Работал переводчиком и литредактором в издательствах Харькова, был счетоводом артели «Кооптвзутремонт» в Полтаве.

### Мирянин Русской православной церкви
Принёс покаяние в грехе раскола. Воссоединился с канонической Церковью в статусе мирянина. Посещал храм Московского Патриархата в Полтаве.
3 марта 1937 года был арестован. Осужден Особым совещанием при НКВД СССР 22 августа 1937 по статьям 54-10, 54-11 УК УССР к 8 годам лишения свободы. Наказание отбывал в северо-восточных концлагерях Дальстроя (Колыма).
Освобождён 3 марта 1945 года. Работал бухгалтером управления автобазы № 2 системы Дальстроя.
В 1946 году года по ходатайству старшего родного брата, к тому времени епископа Львовского и Тернопольского Макария (Оксиюка), переезжает во Львов и становится секретарём своего брата, а также стал секретарём редакции журнала «Єпархіальний вісник» (впоследвие «Православний вісник»).
Реабилитирован Полтавским областным судом 7 сентября 1960 года.
Выйдя на пенсию, Иосиф Оксиюк до последних дней работал в редакции как член редколлегии.
Скончался 23 апреля 1991 года в Киеве. Похоронен на Байковом кладбище.